# Isoglossa longiflora
Isoglossa longiflora är en akantusväxtart som beskrevs av Raymond Benoist. Isoglossa longiflora ingår i släktet Isoglossa och familjen akantusväxter. Inga underarter finns listade i Catalogue of Life.